# Acquitted
Acquitted é um filme estadunidense de 1916, do gênero drama, dirigido por Paul Powell, com roteiro de Roy Sommerville baseado no conto "Acquitted", de Mary Roberts Rinehart, na revista Pearson's em fevereiro de 1907.